# Faida di Crotone
La faida di Crotone è una faida di 'ndrangheta scoppiata nel 1973 nel comune di Crotone tra i Vrenna con a capo lo storico capobastone Luigi Vrenna detto U Zirru o Zu Luigi e i Feudale con a capo Umberto Feudale detto U Petruliaru. La faida durerà fino al 1974 e finirà in favore dei Vrenna.

## Eventi
- 26 luglio 1973 - In località Fondo di Gesù avviene una sparatoria per uccidere Antonio Feudale, ma morì l'innocente casalinga Maria Giovanna Elia[2][1]
- 27 luglio 1973 - In Viale Regina Margherita nuova sparatoria con la morte di Calogero Vrenna, figlio di Luigi e il grave ferimento di Francesco Feudale che morirà qualche giorno dopo in ospedale[1]
- 31 agosto 1973 - A Sovereto, contrada di Isola Capo Rizzuto, viene gravemente ferita Concetta Feudale, sorella di Antonio insieme a Giovanni Catania e suo figlio di 4 anni in viaggio su una Fiat 1500[1]
- 20 settembre 1973 - Al mercato ittico vengono uccisi il diciannovenne Domenico Feudale insieme al fratello di 10 anni[1]